# Avaliação ambiental
Avaliação ambiental consiste na avaliação de um determinado local com a aplicação de diferentes metodologias, visando gerar um diagnóstico ambiental, geralmente descrevendo os níveis de contaminação, distúrbio ou preservação de uma determinada área. Como qualquer processo avaliativo, a avaliação ambiental é fundamentada em critérios ou referenciais de qualidade que permitirão classificar o ambiente sob avaliação em função de seu grau de conservação, contaminação ou qualidade.
A avaliação ambiental inclui a avaliação de impacto ambiental, a avaliação ambiental estratégica, a avaliação de desempenho ambiental, a arbitragem e peritagem ambientais e a avaliação e gestão de riscos ambientais.
A primeira etapa de uma avaliação ambiental preliminar é a identificação de áreas potencialmente impactantes (APIs) no interior do site alvo da investigação. Define-se como API “local onde são manipuladas ou foram manipuladas substâncias, cujas características físico-químicas, biológicas e toxicológicas possam causar danos aos bens a proteger” (CETESB, 1999).
Uma avaliação ambiental preliminar é composta pelas seguintes etapas:
- Levantamento e análise de Documentação;
- Inspeção de reconhecimento e entrevistas;
- Elaboração do modelo conceitual de investigação.